# Acaponetilla
Acaponetilla är en ort i Mexiko.   Den ligger i kommunen Santiago Ixcuintla och delstaten Nayarit, i den centrala delen av landet, 700 km väster om huvudstaden Mexico City. Acaponetilla ligger 28 meter över havet och antalet invånare är 446.
Terrängen runt Acaponetilla är huvudsakligen platt, men österut är den kuperad. Runt Acaponetilla är det ganska tätbefolkat, med 54 invånare per kvadratkilometer. Närmaste större samhälle är Santiago Ixcuintla, 15,1 km väster om Acaponetilla. Omgivningarna runt Acaponetilla är en mosaik av jordbruksmark och naturlig växtlighet.